# مسافرخانه (فیلم ۲۰۱۱)
«مسافرخانه» (انگلیسی: Hostel (2011 film)) یک فیلم است که در سال ۲۰۱۱ منتشر شد.